# 土田晃之
土田 晃之（つちだ てるゆき、1972年〈昭和47年〉9月1日 - ）は、日本のお笑いタレント、司会者、コメンテーター。太田プロダクション所属。身長183 cm、体重75 kg。血液型AB型。愛称は、つっちー。
東京都練馬区出身、埼玉県大宮市（現・さいたま市見沼区）育ち。大宮市立大砂土中学校（現・さいたま市立大砂土中学校）、埼玉工業大学深谷高等学校（現・正智深谷高等学校）、専門学校東京アナウンス学院お笑いタレント科（現・芸能バラエティ科）卒業。

## 略歴

### 学生時代
1979年、小学1年生の時まで東京都で育ち（練馬区立南町小学校に通学。別のクラスだが同学年にワッキーがいた。ワッキーも小学校1年生で転校）、野球をやっていた。1980年、小学2年生の時に大宮市（現・さいたま市）へ引越したが、転校先の小学校の授業についていけずに落ちこぼれていた。当時からお笑い芸人を夢みていたが、人前ではしゃぐような明るいタイプではなく、一人でネタを考えてこそこそ笑っているタイプだった。運動神経が鈍くて鈍足だったため、学校でサッカーをやるとディフェンダーばかりをやらされ運動神経のよい同級生たちに打ちのめされる日々を過ごした。
1985年、中学校1年生のときに、調子づいた態度が災いしてクラスメイト全員から無視されていたが、父親の言葉に後押しされて不登校にはならなかったとのこと。
中学生時代、教育熱心な母親に反抗的だったが、土建業を営む父親には頭が上がらず、その父親から「家計が厳しいから私立高校へは通わせられない。公立高校に行け」と厳命された。しかし、最底辺の成績しか残せず、（埼工大深谷高校　現・正智深谷高校）父親に土下座をして入学金と授業料を支払ってもらった。高校1年生の時に無期停学処分を受けたものの、3年間で卒業した。
卒業後に東京アナウンス学院のお笑いタレントコースに入学。同級生によれば演技はうまかったが、何日も稽古をサボったり、漢字が大の苦手で台本が読めず「“海”という字が読めなくて止まってました」という。
専門学校時代はフジテレビのエキストラのアルバイトをしており、『ウッチャンナンチャンのやるならやらねば!!』や『志村けんのだいじょうぶだぁ』に出演していた。体が大きくて目立つので重宝されたという。

### U-turn時代
1991年4月、東京アナウンス学院に在籍していた時代に対馬盛浩と出会い、「元不良と元生徒会長」のアンバランスさを売りにしたお笑いコンビ、U-turnを結成した。1992年2月、コンビ結成後の初舞台のライブが思いのほか好評だったこともあって、自信満々になり「ダウンタウン？2年で抜いてやるよ！」と豪語した。
『GAHAHA王国』（テレビ朝日）『タモリのボキャブラ天国』（フジテレビ）などのお笑い番組やライブに出演したが、1999年に『ボキャブラ天国』が終了して収入が激減した結果、2001年に対馬が廃業を決意し、コンビ解散となった。対馬の廃業の件は、事務所を通じて知ったとのことで、それまで「コントがウケなかったら相方の責任にしていた」ことが頻繁にあった。その後は、ピン芸人として自立することになった。

### ピン芸人
ボキャブラ天国が打ち切りとなり、ピン芸人になって仕事が大幅に減少して困っていた時にプライドを捨て、まだ幼い子供と妻を養う為にそれまで否定的だったリポーターの仕事も請け負った。その結果、『銭形金太郎』（テレビ朝日）でレギュラーになるなど、リポーターの依頼が増えた。しかし、仕事をこなすうちにストレスのかかるロケが続くようになり、1年に3回、重い十二指腸潰瘍を患った。通院先の担当医と相談したところ、自身のストレスと自覚していたロケリポーターの仕事に対し止めた方がいいとの助言を受ける。その後、病院での指導と助言を元に所属事務所に相談し、その仕事をすべて降板。以降は『踊る!さんま御殿!!』（日本テレビ）の仕事をきっかけに「雛壇芸人」としての仕事をこなすようになった。その後、大勢のタレントが集まって出演者同士の会話をメインにしたトーク番組がテレビ業界で増えたため、雛壇芸人としての仕事が急増した。現在、ロケ仕事に関しては担当医と相談し、自分の好きな家電やホビーカルチャー等以外は基本的にまた十二指腸潰瘍で体を壊すと困るので、あまり単独や職場仲間らと一緒に参加することはほとんどない。
近年は『バイキング』（フジテレビ）や『直撃LIVE グッディ!』（フジテレビ）などへ出演し、コメンテーターとしての仕事も増えている。

## 人物

### 芸風・スタンス
フリーライターの武田砂鉄は土田の芸風を「無駄が無い、必要最低限のことしか言わない、発言を外さない、場を乱さない、進行を妨げない……。適応能力、という言葉に集約されるだろうか。」「積極的に笑わないし、ましてや立ち上がって手を叩いて前のめりになることはない。先輩が寒いギャグをかまして周りが笑い転げているのに、彼は、淡々と立ったままである。」と述べている。
お笑い評論家のラリー遠田は土田の芸風を「コンビを解散してからコントをしていないし、社交的じゃないので自分の自虐ネタをそれほどやらない。その欠点をカバーするために竜兵会で上島竜兵とつるんでいて、上島の失敗談や妙な生態を収集してネタにしている。」「家電、ガンダム、アイドルなどマニアックなイメージがあるが、多くの本を読み漁ってたくさんの知識を蓄えるタイプではないし、その道に精通した真のマニアではない。けれど、誰でも知ってる最低限の知識を押さえていてそこを外さないから仕事がある。」「あくせく働きたくない、俺はそこそこでいい、というのをずっとキープしている。計算して自分のポジションをつかんできている。」と分析している。土田本人もこのことは自覚しており、自身の事を「サラリーマン芸人」と述べたこともある。
フリーライターの田幸和歌子は「薀蓄をきっちり暗記してくるタイプなことは間違いないけど、過去の記憶を脳みそから引っ張り出す作業は非常に苦手にしている」と分析している。
土田本人も「細かいところまでは良くわからないレベルの知識量なんですが、王道の部分は触れないようにして、ちょっと通っぽく見える話し方をしてるってだけなんです」「知識のどこを切り取って出すかによって印象って変わるんです」と話している。ただし、せっかく知識を仕入れても、事務所の力関係で仕事につながらないと、興味がなくなってしまうとのこと。
若い時はビッグマウスを振りまくだけ振りまき、30代で結果を出せばよいという考えをもっていた。巷の流行に踊らされ、一歩先を行ってますアピールをしている人はダサい、何にも振り回されない自分のスタイルを持っている人が一番カッコイイとしていた。

### 趣味・嗜好
趣味はサッカー、アイドルからアニメ（とくにガンダム関連）で、その関連の仕事を得ていることから、自らをおたく芸人と称している。ただし、2016年時点で、サッカーに対する言及はほとんどしなくなっている。
ガンダム
ガンダムを好きになった契機は「中学生の頃に塾をさぼって近所の長崎屋で観た『機動戦士Ζガンダム』だった」とも、「ファーストからZZ（ダブルゼータ）まではリアルタイムで見ていた」とも発言している。「同級生で『Z』、『ZZ』を見ていたのは0.1%くらい。中学生だから部活もあるし、アニメなんて見ない。ファーストは99%は見ていたんですけどね」との独自の分析を披露している。また、『V』以降は大人になっていたため、最初の3、4話だけ見て「これはガンダムじゃない」と思い、その後は見なくなったと述べている。子供がリアルタイムで見ていた『SEED』も当初は否定的だったものの、DVDで見ていくうちに「このガンダムがいちばん好きかも知れない」と思うようになったとのこと。
娘の名前を『機動戦士ガンダム 第08MS小隊』のヒロイン・アイナ・サハリンを元に名づけた。
2009年、雑誌『ガンダムエース』（KADOKAWA）で5年間連載していたコラムをまとめたサンライズ公認本『土田晃之のガンダムにもの申す!』を出版した。土田によれば「会いたい人に会って、聞きたい話しを聞いただけ。これ、ぜんぶひっくるめて、僕のオナニー」とのことで、「そもそも、この本をサンライズが公認していることが間違いなんです。香港で見つけたガンダムの本だと思ってくれたほうがいい。海賊版だと思ってもらえば（笑）」「本のなかの企画もガンダムファンに向けてないですよ」と自虐的なコメントを繰り返した。
サッカー
Jリーグ創設時からの浦和レッズサポーターをアピールしていたが、実はレッズのレプリカユニフォームを集めているだけだったとのことで、2002年日韓W杯のころは、サッカー日本代表チームの話題や、ユニフォームをこよなく愛する芸人とアピールしていた。2010年ころの『J.LEAGUE プロサッカークラブをつくろう』のインタビューによれば、1990年代は横浜フリューゲルスの試合に毎試合のように通っていたとのことで、取材でJリーグで好きなチームを聞かれると「フリューゲルス
とジュビロ、ヴェルディ。でも、内心はレッズが好き」と述べた。
2010年4月13日号の『週刊サッカーマガジン』（ベースボール・マガジン社）のコラムにおいて、浦和レッズのサポーターを辞め、大宮アルディージャに乗り換えようとした事があるが、2010年12月21日号の『週刊サッカーマガジン』のコラムでは「娘の七五三で隣の氷川神社に行ったんですけどね」「スタジアムで観戦したのはレッズのホームゲームを数試合」と述べるなど、結果的にレッズにとどまっている。だが、『週刊サッカーダイジェスト』（日本スポーツ企画出版社）2011年11月22日号では、それまでフリューゲルスとジュビロとヴェルディのファンだと称した過去を隠し「J創設時に埼玉のクラブがレッズしかなくて、それで応援するようになりました。僕が芸人として売れる前から付き合っていた彼女なんですよ、レッズは。やっぱり、苦労をともにしてきたレッズを裏切れないですよね」と述べた。
2010年6月16日（水）にフジテレビ系列で放送された南アフリカ共和国での2010 FIFAワールドカップ・スペイン対スイス戦の事前番組にゲストとして出演して注目選手は誰かと質問されたときに、スペイン代表のアンドレス・イニエスタを「イエニスタ」と誤読。司会者のジョン・カビラから「イニエスタ」と何度も訂正を入れられたが、同じ誤読を繰り返した。ただし、2018年にヴィッセル神戸にイニエスタが加入した際には、同年5月27日放送の『日曜のへそ』で「サッカースペイン代表のイニエスタ先生が来るって。これすごいんですよ」と正確に発音した上で語っている。
豊富な知識とは裏腹に部活等でのサッカー経験はなく、プレーすること自体も得意でない。土田はサッカーの腕前を「ビックリするぐらい下手」と述べている。
2010年1月10日、静岡県袋井市のエコパスタジアムで催された名波浩の引退試合に素人の身ながら参加してプレイした。これは名波本人から「普段から大口を叩く批評をしているけど、四の五の言っていないでどれだけ難しいかやってみろよ。何万人の前でプレーを見せてほしい」と要請を受けたことによるもので、錚々たるメンバーの中で素人の土田が動けるのか、ボールに触れることができるのかが注目された。土田は素人が急に上達するわけないとプレイのことは放棄して体重を落すことだけに専念した。ちなみに、この試合の選手紹介では現役・OB選手たちは試合時の写真、土田と同じくお笑い芸人の身で参加したナインティナインの矢部浩之、ペナルティのワッキーは高校時代のサッカー部時代の写真が使用されていたが、サッカー経験がない土田は中学・高校時代の不良時代の写真が使われ、エコパスタジアムの観衆の爆笑を誘っていた。
その他、フットサルを後輩芸人達とやっており、メンバーにどきどきキャンプの岸学などがいる。自他共に認める下手くそながらもパスには土田流の「アシストの美学」があり、芸人仲間のフットサルの時には小洒落たパスや奇をてらったプレーをやりたくてボールのある方に下がってくるが、後輩からは「お願いですから前にいてください」と追い払われている 。
上述にもあるように、2016年に自身が出演するラジオ番組内で最近のサッカー事情が分からないと打ち明けたり、「（サッカーへの）興味が失せてきてる」と発言するなど、サッカー関連の仕事はやらないスタンスを取ったかのように見えた が、2018年6月25日放送の『ニュースウオッチ9』（NHK G）のワールドカップ特集には「サッカー大好き芸人」 としてゲスト出演しており、先述の発言とは裏腹にサッカー関連の仕事を引き受けている。
 アニメ・漫画 
漫画は『WORST』が一番のお気に入りで、前作の『クローズ』から外伝まで全巻そろえている。
自ら「おたく芸人」と呼んでいるので漫画やアニメに精通しているかの評判があるが、土田によれば、他の漫画や雑誌を読まないので詳しくは知らず、有名になったり話題になった漫画だけを特別に押さえるようにしている。ただし、漫画のことは詳しくないが「浦沢直樹は知的マンガの元祖ですね。僕が大人になるのと同じにマンガの世界も大人になりました」と独自の歴史観を披露している。
アニメはジブリ映画、『ドラゴンボール』などが好きである。『ドラゴンボール』に関しては、ハリウッド映画『DRAGONBALL EVOLUTION』のオファーがきたが、スケジュール的な問題で断っている。ちなみに役柄は「持っていたドラゴンボールをピッコロに奪われて殺される役」だったが、役者の仕事には興味がないことを理由に断った。別のインタビューでは「井上聡とかウエンツ瑛士は（ドラゴンボールについて）めちゃめちゃ詳しい」「僕は弟が持ってたのを読んでたぐらい」「『だいたいのストーリーは知っているけど細かいところまではわからない』ってレベルの知識量だった」と供述している。
 アイドル 
中学生の頃は当時流行っていたおニャン子クラブが大好きで『夕やけニャンニャン』（フジテレビ）を観るために野球部を辞めてしまうほどの入れ込みようだった。工藤静香はおニャン子クラブから大ファンだったという。
 家電 
2009年にアイシェアリサーチが行った『最も影響力のある芸能人』の家電芸人部門の1位に選ばれた。家電に精通しているかの評判がある一方で、パソコンが使えない事を公言している。白物家電専門だという。

## 人間関係
家族
妻（千葉県出身）とは『ザ・スターボウリング』（テレビ東京）がきっかけで交際を始め、1998年に結婚した。2015年時点で三男一女がおり、仕事が終われば家に直帰して一緒に食事をとり、休日には家族で外出する。4人目が生まれた時、1か月間の育児休暇を取得した。
2009年、オリコンが10・20代の男女を対象に行ったアンケート『理想の父親だと思うお笑い芸人』で山口智充に次ぐ2位となった。理想の父親に選ばれたこともあって、2009年に子ども虐待防止スポットCMに出演、子どもと仲良さそうにキャッチボールをする裏で虐げる父親を熱演した。
父親は北海道帯広市出身で建設業を営んでいた。ナメられてはいけないという考えの持ち主だという。家族旅行が苦手で、妻とは離婚寸前までの喧嘩をすることがある。2013年にはベスト・ファーザー イエローリボン賞を受賞。授賞式では「うちの嫁は本当にベスト・マザー」と評価している。
 上島竜兵 
事務所の先輩で、土田より年上の上島竜兵を呼び捨てで呼ぶときがある。先輩後輩関係なく慣れ合いができる「ピン芸人として海パン一丁で油塗れになる仕事をした時にはじめて先輩の凄さが分かった」と土田は述べている。
土田は上島が後輩芸人と飲む時に集まる竜兵会のメンバーだが、有吉弘行は「今では土田はほぼ来ない。3ヶ月に1回程度…。」と述べている。
2016年9月15日放送の『アメトーーク!』（テレビ朝日）内で、多数決により竜兵会は解散が決まった。土田は「SMAPに便乗しているわけではない。何も得るモノがなくなった。」と述べている。
2023年、上島竜兵の死去以後、定期的に上島の墓参りに訪れていることを上島の妻が明らかにしている。
 吉本興業 
「理想の父親だと思うお笑い芸人」で吉本興業の山口智充に敗れて2位になったことに関して、『東京海上日動 ROUTE38』（TOKYO FM）に出演した時に「僕は吉本の芸人じゃないから、毎日あくせく働かされて『給料が少ない』などとは愚痴らない」と述べた。

## 評価

### 肯定的評価
- マイナビニュースが2012年に行った「雨上がり決死隊のトーク番組『アメトーーク』で欠かせない芸人ランキング」というアンケートでは、男女問わず「豆知識をいっぱい持っていて、どんな話題にも乗ってこれそうなイメージがある」「見ていて安心感がある」「中堅のわりに若手にプレッシャーを与えない雰囲気」といった声が寄せられた[55][56]。
- 萩本欽一は土田について当初こそは「暗くてなるべく近寄りたくなかった。人を見る時に下から見るから、目つきが悪い。芸能界に来る子じゃなかった」と感じていたが、「やり出したら凄いヤツだった。言葉が回るの。後々楽しみなヤツだなっていうのは思った」と述べている[57]。
- 池上彰は番組「池上彰の学べるニュース」の中で、土田の「他のひな壇芸人のずらしが下手なときの破壊力はすごい」と評価している。[58]

### 否定的評価
- 土田といえばいろいろな薀蓄を披露する芸風でおなじみだが、品川祐と同様に、インターネットでは「ウィキペディアで覚えてきてるだけ」「カタログを暗記してきてるだけ」「気持ち悪い」と指摘する声もあり[23]、土田本人も前述の通り「マニアっぽい喋り方をしているだけ」「細かいところまでは良くわからない」などとそれを認める趣旨の発言をしている[24]。
- 2013年にYouTubeで動画再生されるパチンコ『フィーバー機動戦士ガンダム』のCMに出演した[59]。このCMは動画を再生前に冒頭で15秒流れるが、視聴者はこの15秒CMはスキップすることができないので、CMを強制的に見続けなければならない[59]。そのため、インターネット上では「CMのおかげで土田とガンダムが嫌いになった」などの声が寄せられた[59]。ただし、15秒CMでスキップが出来ない例はサントリーやユニリーバ・ジャパンなど他にもあり、ヒト・コミュニケーションズのように30秒にも関わらずスキップ出来ないCMが流された例もある。
- 冷やかなコメントを売りにするが、時にはそれが裏方への容赦ない批判にもつながっており[19]、それが番組スタッフから不評のようで、「土田さんはちょっと‥‥」と放送局側が土田の起用に難色を示す場合が多い。そのことは本人も自覚があり、ラジオでそのことについて触れ「スタッフに嫌われているのかもしれない」と打ち明けた[19]。
- アサ芸プラスの佐伯シンジは土田の「仕事につながらないと、興味がなくなってしまう」という発言を「どこから聞いても、土田の言い分が独りよがりなことは間違いなし。ほとんどのサッカーファンは仕事とは無関係で応援しているからだ」と批判している[25]。
- ワールドカップ特番の中での「イエニスタ」発言は、サッカーファンの間で伝説級のネタとして語り継がれている[36]。もともと『アメトーーク!』などでは雑多なサッカー知識を披露していて、サッカー経験のない土田のサッカー通ぶりはあまりよく思われていなかったが、この一件もあって、信用が落ちたとのこと[25][36]。
- サッカー絡みの仕事を得ているが、関係者からは「サッカー経験のある矢部浩之や加藤浩次は経験者ならではの戦術についての解説などもできるが、土田に戦術面を語らせると、サッカー経験者からすれば的外れなことを言ってしまうことも多い。そのため、どうしてもうんちくメインになっている」と評されている[25]。

## エピソード
- 2021年7月9日 - 7月11日の「W-KEYAKI FES. 2021」にいずれも関係者席として参加したが、2日目に同イベントへ来ていた一般女性が熱中症に見舞われ、周囲のファンやスタッフと共にテントへ運び、救急車が来るまで介抱していたことを7月11日放送の「土田晃之 日曜のへそ」で話した[60][61]。またこの日、3日目の開演が17時であったため、第1部のみ出演し、第2部については前島花音のメイン進行に託した。

## 出演

### テレビ

#### 現在
レギュラー出演 
- ジョブチューン アノ職業のヒミツぶっちゃけます!（2014年1月11日 - 、TBS） - パネラー[62]
- にちようチャップリン → そろそろ にちようチャップリン → ぴったり にちようチャップリン（2017年4月9日 - 、テレビ東京） - 芸人見守り人
- そこ曲がったら、櫻坂?（2020年10月19日 - 、テレビ東京） - MC[注 1]

 不定期出演 
- アメトーーク!（テレビ朝日）[63][64]
- 秘密のケンミンSHOW（読売テレビ）[1]
- ロンドンハーツ（テレビ朝日）[65][66]

#### 過去
- くりぃむナントカ（テレビ朝日）[67]
- 未来観測 つながるテレビ@ヒューマン（NHK総合）
- ヴェルディが好きだ（日本テレビ）
- フューチャーガールズ（東海テレビ）
- YOU・遊・気分 土曜だ!ぴょん（長野放送）[68]
- カチンコ!（テレビ朝日）
- きになるオセロ（ABC）[69]
- 銭形金太郎（テレビ朝日）[70]
- リンカーン（TBS）[69]
- サラリーマンNEO（NHK総合）[69]
- 人生もっと満喫アワー トキめけ!ウィークワンダー（フジテレビ）[71]
- 朝までガンダム（メ〜テレ）[72]
- 激安バラエティー（TBS）
- 中井正広のブラックバラエティ（日本テレビ）
- 内村プロデュース（テレビ朝日）
- 学べる!!ニュースショー!（テレビ朝日）
- 爆笑問題の検索ちゃん（テレビ朝日）[73]
- カツケン 勝間経済研究所（BSジャパン）
- オレたち!クイズMAN（TBS）[74]
- SUPER SURPRISE（日本テレビ） - 隔週月曜レギュラー
- さしこのくせに〜この番組はAKBとは全く関係ありません〜（TBS）[75]
- DON!（日本テレビ） - 木曜レギュラー
- ぼいすた!（BS-TBS）[76]
- 今すぐ使える豆知識 クイズ雑学王・『雑学王』（テレビ朝日）
- 週刊育児ニュース（テレビ大阪）[77]
- 業界トップニュース（テレビ朝日）[78]
- ダチョ・リブレ「ばっかス」（テレ朝チャンネル）[79]
- 爆笑学園ナセバナ〜ル!（MBS）[80]
- 最高のクレーム（テレビ朝日）[81]
- 激論!どっちマニア（テレビ朝日）[82]
- あっちマニア（テレビ朝日）[83]
- ストライクTV（テレビ朝日）[84]
- アレはスゴイはず!?（テレビ朝日）[85]
- そうだったのか!池上彰の学べるニュース（テレビ朝日）[86]
- てんとうむChu!の世界をムチューにさせます宣言!（日本テレビ）[注 2]
- 恋愛総選挙（フジテレビ）[87]
- アレはスゴかった!!（テレビ朝日）[88]
- ※AKB調べ（フジテレビ）[89]
- そうだ旅（どっか）に行こう。（テレビ東京）[90]
- 僕らが考える夜（フジテレビ）[91]
- ネプ&イモトの世界番付（日本テレビ）[1] - 準レギュラーパネリスト
- ヒルナンデス!（2011年3月30日 - 2014年3月26日、日本テレビ） - 水曜レギュラー[92]
- 相葉マナブ（2013年4月21日 - 2015年12月6日、テレビ朝日[93]） - サポートメンバーとして不定期出演
- バイキング→バイキングMORE（2014年4月4日 - 2022年4月1日、フジテレビ） - 金曜レギュラー[94]
- 直撃LIVE グッディ!（2015年4月3日 - 2017年3月31日、フジテレビ） - 金曜パネラー[95]
- こそこそチャップリン → じわじわチャップリン（2015年10月4日 - 2017年3月25日、テレビ東京） - 芸人見守り人[96]
- 『ぷっ』すま（テレビ朝日）[97]
- この指と〜まれ!（フジテレビ） - MC
- 欅って、書けない?（2015年10月5日 - 2020年10月12日、テレビ東京）[注 3][98]
- さんまのお笑い向上委員会（2015年4月18日 - 2021年1月16日、フジテレビ） - パネラー[注 4][100]。
- この差って何ですか?（2014年12月7日・2015年4月12日 - 2021年3月2日、TBS） - レギュラーパネラー
- VS嵐（フジテレビ） - 不定期出演
- 発見!タカトシランド（北海道文化放送）
  - 2024年8月23日 - 当別町エリアでお宝店を発見! SP
  - 2024年9月20日 -  新篠津エリアでお宝店を発見! SP
- 日立 世界・ふしぎ発見!（TBS）− 不定期出演[101]
- ダウンタウンDX（読売テレビ）− 不定期出演[102][103]

### インターネット動画配信
現在
- Lemino Football（2024年11月5日 - 、Lemino）[104]

過去
- 竜兵会（GyaO）
- 竜兵会の約束（BeeTV）
- 笑喫茶☆つっちー（2015年11月26日 - 2016年1月21日、Amazonプライム・ビデオ）

### ラジオ
現在
- 土田晃之 日曜のへそ（2014年4月6日 - 、ニッポン放送）[105]

過去
- 土田晃之のFOOTBALLER'S HIGH（ニッポン放送）[106]
- 土田晃之のオールナイトニッポンモバイル（ニッポン放送）[107]
- 土田晃之のツッチーとパストーク（2007年8月 - 2008年2月、アイデム） - 隔週webラジオ。

### CM
- NECカシオ モバイルコミュニケーションズ「Nの瞬撮ケータイシリーズ（docomo・N-04B、N-05B、N-07B）」（2010年）
- CJインターネットジャパン「SDガンダム カプセルファイターオンライン」（2010年）
- フォルクスワーゲングループジャパン「ゴルフ・トゥーラン」（2011年）
- SANKYO「フィーバー機動戦士ガンダム」（2013年）[108]
- ACジャパン子ども虐待防止スポットCM 父親役（2010年）
- 花王「ウルトラアタックNeo」（2013年）
- リクルート「ゼクシィ」（2013年）
- ハウスウェルネスフーズ「ウコンの力・レバープラス」（2014年）
- サントリー烏龍茶『新 竜兵会結成・掟その1～4 新・竜兵会「4つの掟」篇』（2018年）

### ゲーム
- SDガンダム カプセルファイターオンライン（基本オペレーター）

### 舞台
- 朗読劇「『芸人交換日記』〜リーディングシアター〜」（2013年2月9日、草月ホール）

### テレビドラマ
- 藤子・F・不二雄 SF短編ドラマ シーズン2「3万3千平米」（2024年4月28日、NHK BS）[109]

## 書籍
- 土田晃之のガンダムにもの申す!（2009年3月、角川グループパブリッシング）[110]
- 納得させる話力（2015年3月、双葉社）[111]

### 雑誌連載
- 月刊ガンダムエース（KADOKAWA）[1]
- 新車王（三栄書房） - ミニバンマニア[要出典]。

### 新聞連載
- 二男一女あり。（埼玉新聞・岩手日報ほか）[要出典]